# NGC 6622
NGC 6622 је спирална галаксија у сазвежђу Змај која се налази на NGC листи објеката дубоког неба.
Деклинација објекта је + 68° 21' 15" а ректасцензија 18h 12m 59,9s. Привидна величина (магнитуда) објекта NGC 6622 износи 15,0 а фотографска магнитуда 15,8. NGC 6622 је још познат и под ознакама UGC 11175, MCG 11-22-31, CGCG 322-36, KCPG 534A, ARP 81, VV 247, 7ZW 778, PGC 61579.